# Amur Arsenowitsch Kalmykow
Amur Arsenowitsch Kalmykow (russisch Амур Арсенович Калмыков; * 29. Mai 1994 in Islamei) ist ein russischer Fußballspieler.

## Karriere
Kalmykow begann seine Karriere bei Spartak Naltschik. Zur Saison 2014/15 wechselte er zum unterklassigen Kubanskaja Korona Schewtschenko. Zur Saison 2017/18 schloss er sich dem Drittligisten Afips Afipski an. Für Afips kam er bis zur Winterpause zu 13 Einsätzen in er Perwenstwo PFL, in denen er zehn Tore erzielte. Im Januar 2018 wechselte er zum Erstligisten Anschi Machatschkala. Dort gab er im März 2018 gegen Rubin Kasan sein Debüt in der Premjer-Liga. Bis zum Ende der Spielzeit absolvierte er sechs Partien im Oberhaus.
Zur Saison 2018/19 wurde Kalmykow an den Drittligisten FK Uroschai verliehen. Für Uroschai spielte er 27 Mal in der PFL und erzielte dabei 17 Tore. Zur Saison 2019/20 kehrte der Angreifer nicht mehr nach Machatschkala zurück, sondern wechselte zum Zweitligisten FK Armawir. Für Armawir absolviert er bis zum COVID-bedingten Saisonabbruch 25 Spiele in der Perwenstwo FNL und machte acht Tore. Nach dem Saisonabbruch zog sich Armawir allerdings aus der FNL zurück. Anschließend wechselte er kurz vor Saisonende im Juli 2020 zum Erstligisten FK Tambow, für den er bis zum Ende der Spielzeit in der Premjer-Liga dreimal spielte.
Nach einem Monat verließ er Tambow im August 2020 wieder und wechselte zum Zweitligisten Torpedo Moskau. In der Saison 2020/21 kam er zu 35 Zweitligaeinsätzen, in denen er zwölfmal traf. In der Saison 2021/22 spielte er 33 Mal und machte 13 Tore, mit Torpedo stieg er zu Saisonende in die Premjer-Liga auf. Nach fünf Partien im Oberhaus verließ er Torpedo aber im September 2022 und schloss sich dem Zweitligisten Rodina Moskau an.